# Branquiosaure
|  | No s'ha de confondre amb braquiosaure. |

Branquiosaure (Branchiosaurus) és un gènere extint de tetràpodes lepospòndils de l'ordre dels temnospòndils que visqueren des de finals del període Carbonífer fins a començaments del període Permià, en el que avui és Alemanya, la República Txeca i els Estats Units. Els tàxons poden no ser vàlids; el material referit al gènere pot ser exemplars juvenils d'amfibis més grans.
Originalment es pensava que tenia vèrtebres diferents de les vèrtebres ràquitòmiques, es va col·locar en un ordre anomenada Phyllospondyli ("vèrtebres de fulles"). L'anàlisi posterior de les etapes de creixement va mostrar una ossificació creixent en exemplars més grans, la qual cosa va demostrar que almenys algunes de les espècies eren l'estadi larvari de raquitomes molt més grans com Eryops, mentre que d'altres representen paedomòrfics espècies que van conservar les brànquies larvàries en l'edat adulta.